# Pontus Fürstenberg
Pontus Fürstenberg, född 5 oktober 1827 i Mosaiska församlingen i Göteborg, död 10 april 1902 i Göteborg, var en svensk konstsamlare och mecenat. Han gifte sig med arvtagerskan Göthilda Magnus (1837–1901). Fürstenberg donerade sina samlingar till konstavdelningen på Göteborgs museum, vilka senare sammanställdes i det Fürstenbergska galleriet på Göteborgs Konstmuseum.

## Bakgrund
Fürstenbergs farfar Abraham Levin kom till Stockholm från Tyskland i början av 1800-talet och beviljades som en av de tidigaste judiska invandrarna rätten att bosätta sig i Stockholm, Göteborg eller Norrköping. Namnet Fürstenberg togs av hans son Levy Fürstenberg efter släktens hemstad i Mecklenburg. På 1830-talet flyttade han till Göteborg och gifte sig med Rosa Warburg (1799-1874) av släkten Warburg. Levy ägde textilfirman L. Fürstenberg & Co, vilken gav familjen en god ekonomi. Firman sysselsatte även fångar från det närbelägna Spinnhuset, alldeles vid landeriet Fredriksdal.
Pontus Fürstenbergs skolresultat var svaga eller medelmåttiga. men var ändå tillräckligt goda för vidare studier vid Handelsinstitutet. Som 26-åring blev han delägare i faderns textilföretag, åren 1853–1881. Fürstenberg fick burskap som handlande i Göteborg 1860. En bit ifrån Fürstenbergs företag bodde den förmögna familjen Magnus. Familjerna Fürstenberg och Magnus umgicks mycket och Pontus Fürstenberg lärde känna familjen Magnus enda dotter, Göthilda Magnus, som senare skulle bli hans hustru.

## Fredriksdal
I närheten av Svingeln i Göteborg, mittemot den Mosaiska begravningsplatsen, låg landeriet Fredriksdal (även Oscarsdal.). Hit flyttade Levy Fürstenberg med sina föräldrar år 1833, och här anlades ett väveri för schalar, strumpor med mera samt ett färgeri. Denna verksamhet övertogs senare av Pontus Fürstenberg. Fredriksdal revs år 1912.
Om somrarna bodde familjen på landeriet Stora Katrinedal, som vid Fürstenbergs död inlöstes av Göteborgs Stad.

## Uppdrag
Allt eftersom engagerade sig Fürstenberg i det kommunalpolitiska livet och utsågs till ledamot av stadsfullmäktige 1 januari 1869 till 5 oktober 1869, samt 8 december 1869-1890. Han var ledamot av styrelsen för: Brand- och Livförsäkrings AB Svea, Återförsäkrings AB Astrea, Västergötlands-Göteborgs Järnvägs AB, Göteborgs Sparbank och Göteborgs Trädgårdsförening, Göteborgs museum 1883-1902. Han var även vice ordförande i Göteborgs fornminnesförening, ledamot av handels- och sjöfartsnämnden 1873-1884, ordförande i Merkantila föreningen.
Fürstenberg blev filosofie hedersdoktor i Lund 1900 och valdes 1898 in i Kungliga Vetenskaps- och Vitterhetssamhället i Göteborg.

## Konstsamlingen

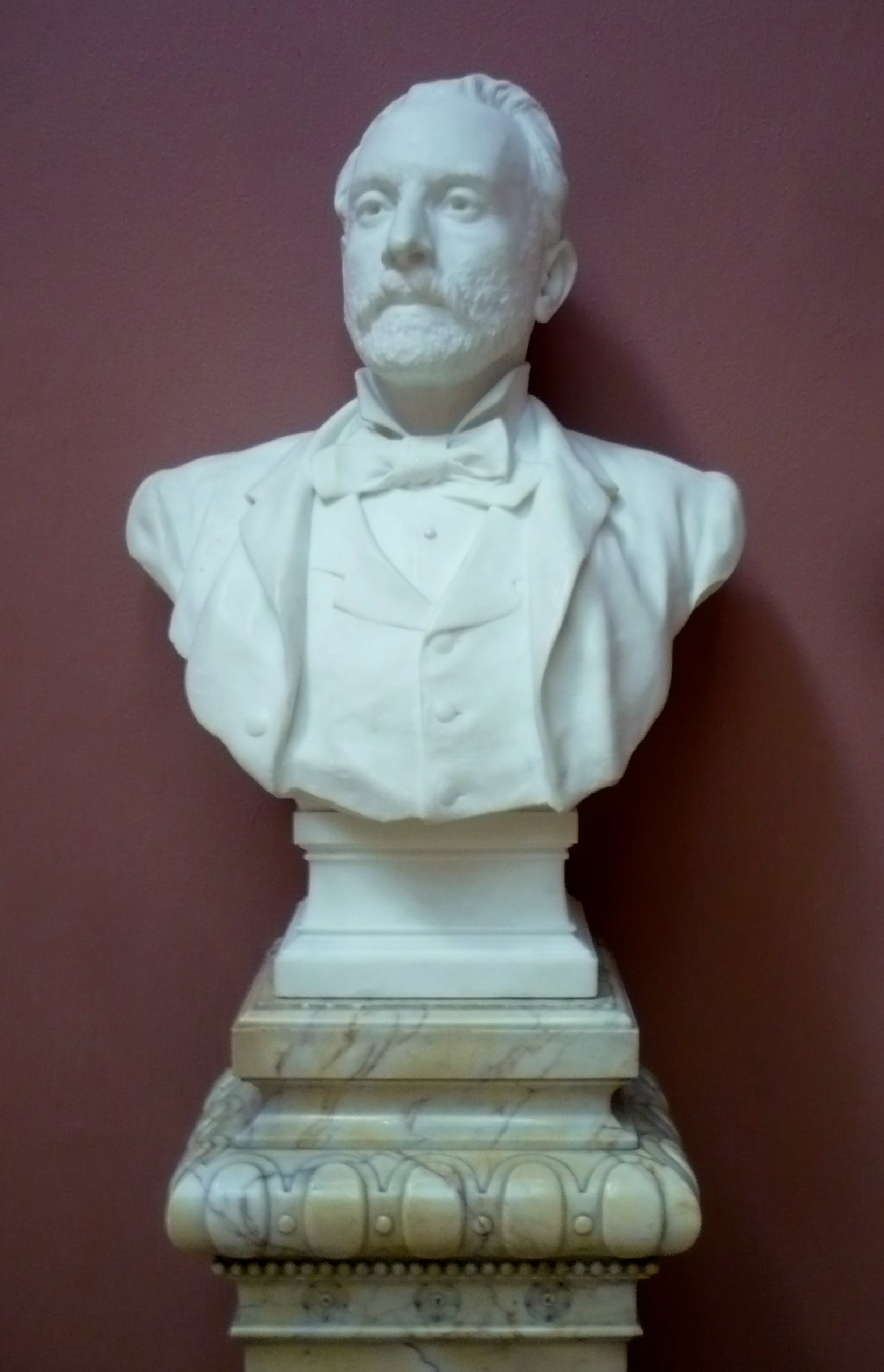
Pontus Fürstenberg
marmorbyst av Per Hasselberg i Fürstenbergska galleriet, Göteborgs konstmuseum, F178.

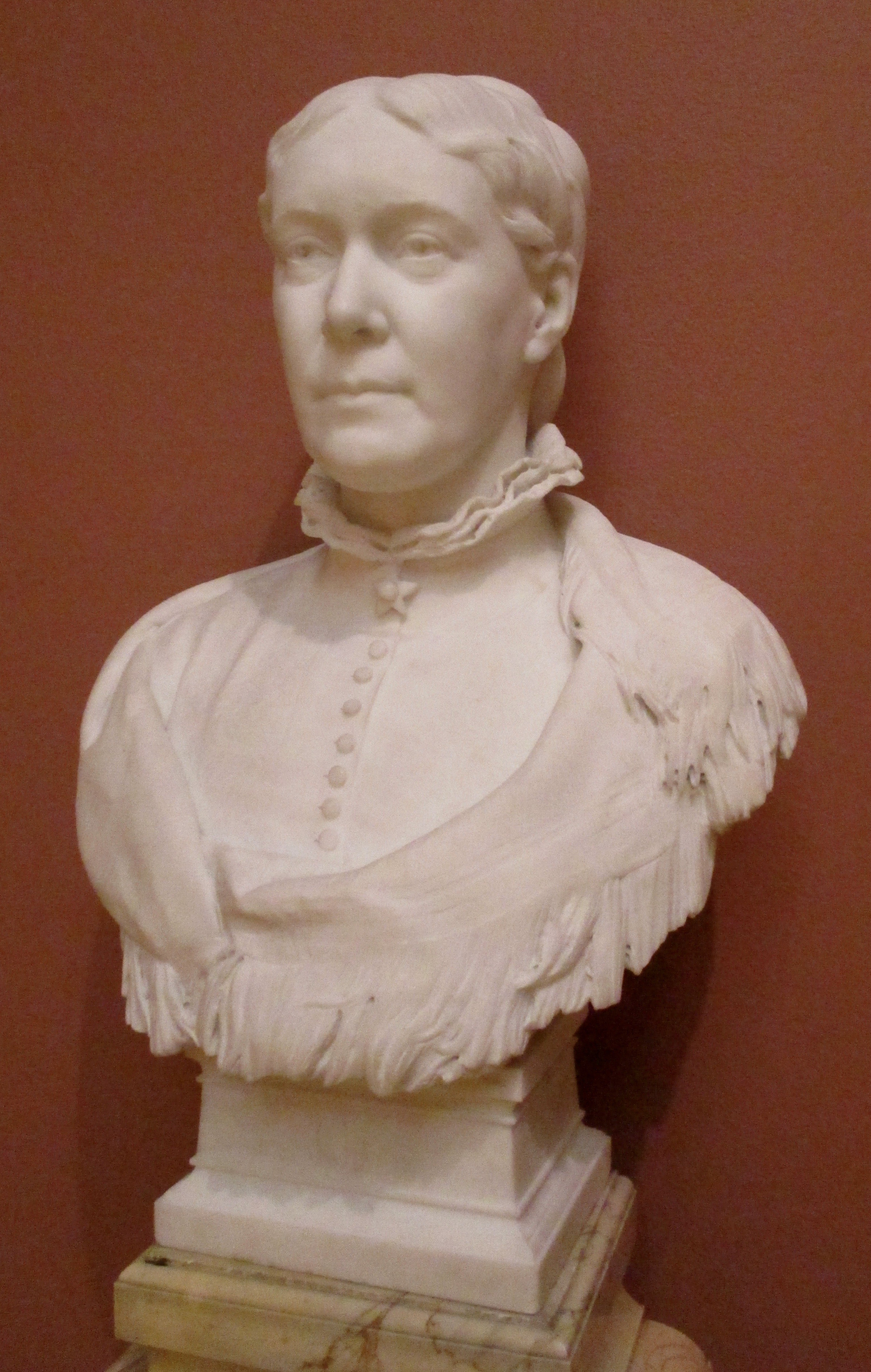
Göthilda Fürstenberg marmorbyst av Per Hasselberg i Fürstenbergska galleriet, Göteborgs konstmuseum, F179.

På 1860-talet började Fürstenberg intressera sig för konst. Det var då hans karriär som konstsamlare och konstmecenat tog fart. Detta förde med sig stor framgång för många svenska konstnärer i Sverige och utomlands. Det var också grunden till den största och mest betydelsefulla privata konstsamlingen i Sverige vid slutet av 1800-talet.
Den intensiva utvecklingen startade när Fürstenberg gifte sig med Göthilda Magnus i Göteborgs synagoga den 31 maj 1880. Fürstenberg hade länge varit förälskad i henne men de förbjöds att umgås av Göthildas far, den stormrike bank- och affärsmannen Eduard Magnus. Denne ansåg att hans rika dotter inte skulle umgås med en puckelryggad och tio år äldre man som Fürstenberg. Dessutom tyckte Magnus att Fürstenbergs familjeförmögenhet var för liten. Men Göthilda och Pontus träffades ändå i smyg. När Eduard Magnus avled 1879 efterlämnade han en förmögenhet på 3,5 miljoner kronor, och nu kunde de äntligen gifta sig. Giftermålet innebar en stor förändring i Fürstenbergs liv. Eftersom han gifte sig med en av Göteborgs rikaste arvtagerskor kunde han lämna sitt arbete som grossist för att ägna resten av sitt liv åt sitt största intresse, konsten. Pontus och Göthilda Fürstenberg inredde ett vackert hem på Södra Hamngatan 2 vid Brunnsparken, mitt i Göteborg, vad som senare fick heta Fürstenbergska Palatset och från 1907 Palace Hotel.
Fürstenberg startade en konstsamlingsverksamhet i sitt eget hus, med flera miljoner kronor som grund. Tack vare hustruns enorma förmögenhet kunde han med detta utveckla ett mecenatskap för flera lovande konstnärer. Från början visste inte Fürstenberg särskilt mycket om konst, utan tyckte helt enkelt att konst var vackert. Sina fyra första tavlor till samlingen fick han hjälp av en bekant arkitekt med att köpa. Hans egna kunskaper om konst ökade efterhand. Men den tändande gnistan kom trots allt under den skandinaviska konstutställningen i Göteborg 1881. Där fick han upp ögonen för en rad unga svenska konstnärsbegåvningar.

## Konstmecenaten

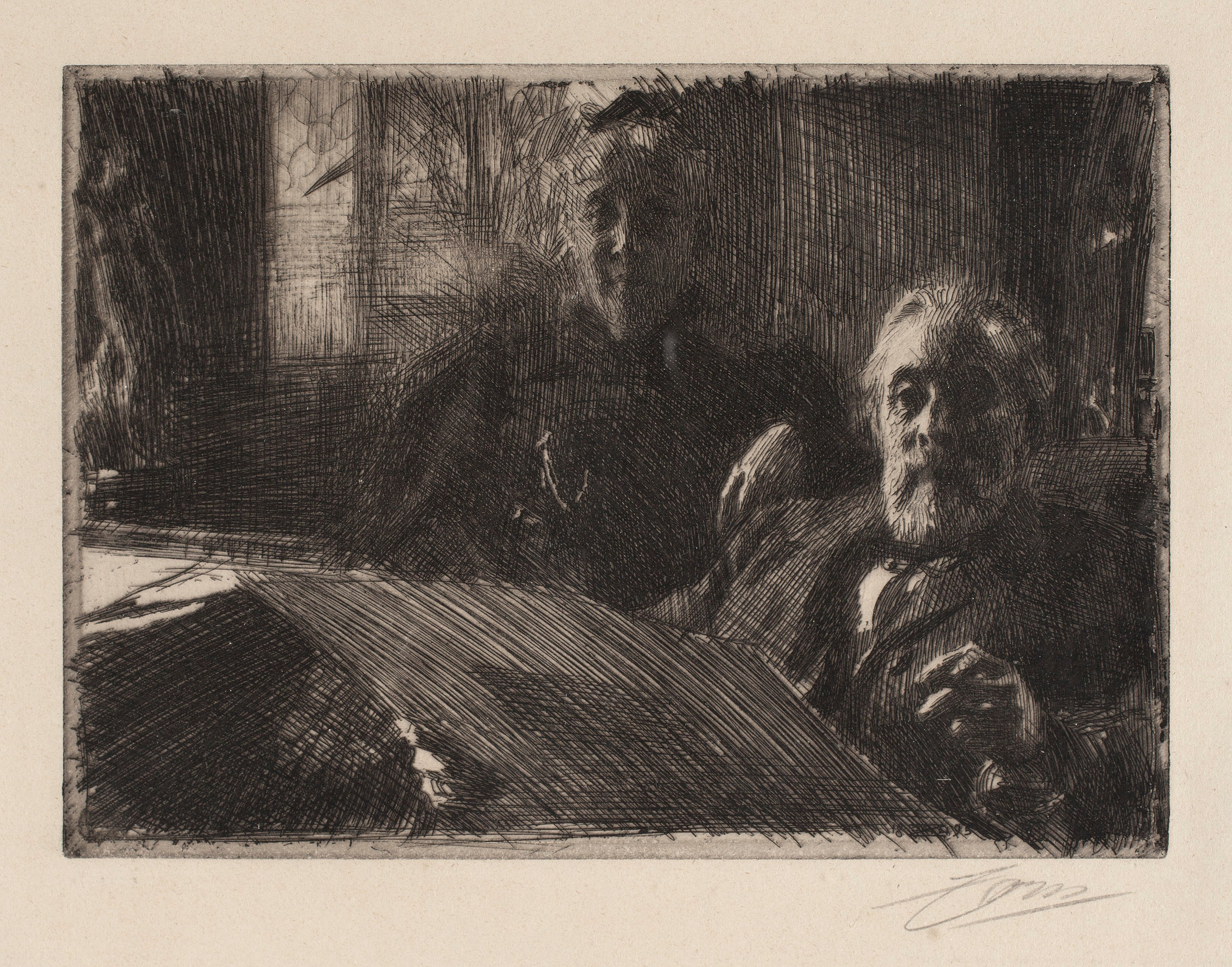
Göthilda och Pontus Fürstenberg avbildade på en etsning av Anders Zorn (1895).

Pontus Fürstenberg bekostade konsttalangernas utveckling på flera sätt. Förutom husrum, mat, kläder och konstmaterial betalade han studieresor och utbildningar. Flera av de unga fick till exempel åka till Paris för att studera och om någon hade en skuld så kunde Fürstenberg betala den. Det hände också ofta att Fürstenberg fick tiggarbrev av dem när de behövde pengar. Som tack för allt stöd fick Fürstenberg målningar och andra konstverk. Utan Fürstenbergs direkta och indirekta ekonomiska stöd hade antagligen dåtida och ännu väl kända konstnärer som Carl Larsson, Ernst Josephson, Olof Sager-Nelson, Christian Eriksson och Anders Zorn aldrig kunnat ägna sig så helhjärtat åt sin konst, som nu blev fallet. Han förstod till exempel att bästa sättet att hjälpa Eriksson var att alltid hålla honom sysselsatt med beställningar. Han var en stor beundrare av konstnären Per Ekström, som under en period vad bosatt i och hade ateljé i Göteborg. Pontus Fürstenberg förmedlade och sålde många Ekströmmålningar.[källa behövs]

## Fürstenbergska galleriet

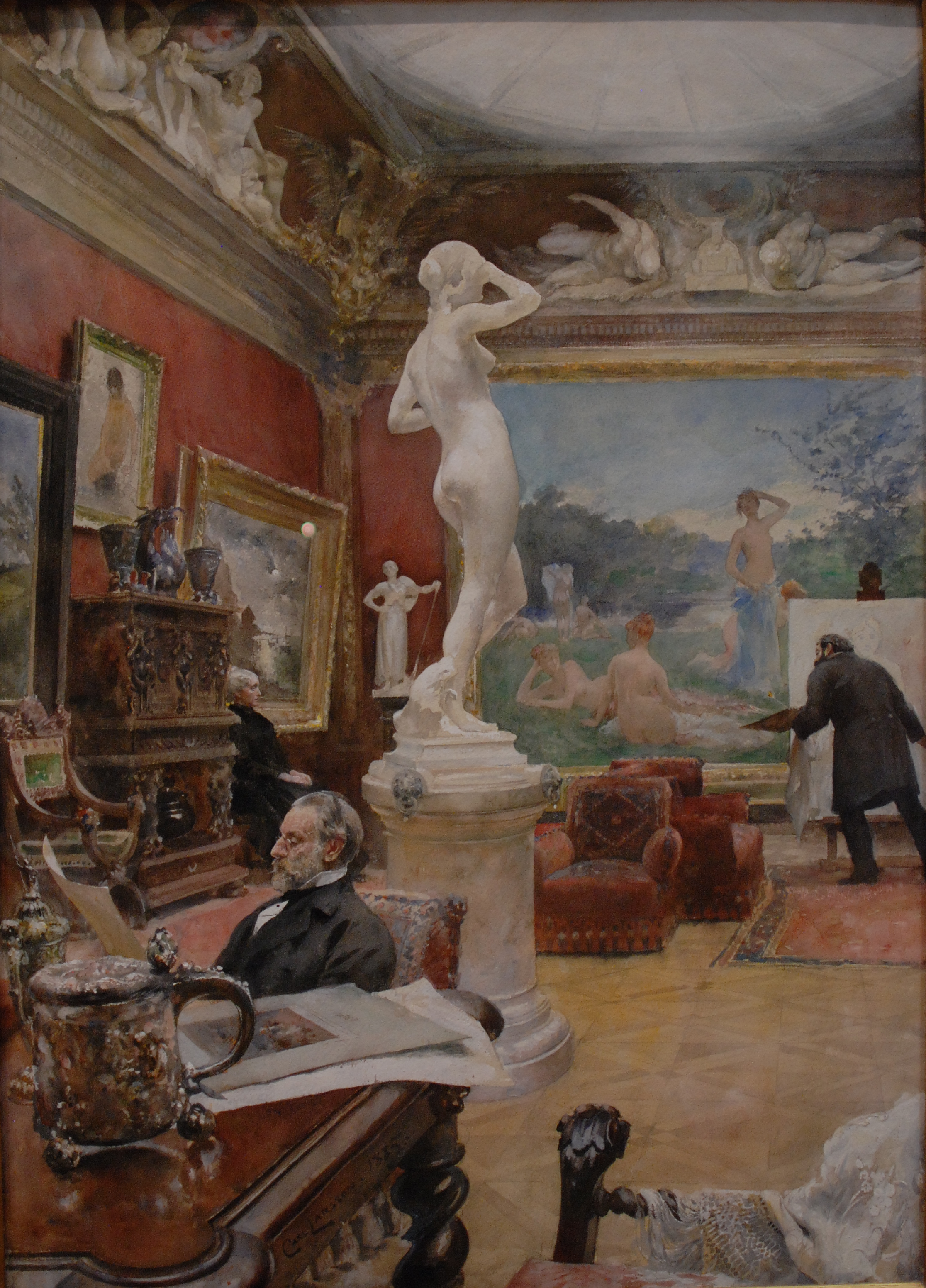
Interiör från Fürstenbergska galleriet av Carl Larsson 1885, med målaren Ernst Josephson och de sittande makarna Fürstenberg.

1883 besökte Pontus Fürstenberg i sällskap med Ernst Josephson den stora konstutställningen i Köpenhamn. Där fick Fürstenberg chansen att uppleva några släktingars privata konstsamlingar. De imponerade på honom och när Fürstenberg kom hem, föddes tankarna om vad som skulle bli hans livsverk, det Fürstenbergska galleriet.
Fürstenberg ville pryda sitt hem med konst. Det skulle byggas ut ett galleri på hans palats i Brunnsparken där konsten skulle vara samlad, en samlingsplats för kulturen.
Ett år senare besökte makarna Paris. Fürstenberg köpte konst för 34 000 kronor och reste hem med en hel låda högklassiga målningar att dekorera galleriet med. Väl hemma igen satte arbetet igång. Arkitekten Adrian C. Peterson fick i uppgift att förvandla övervåningen i Fürstenbergs palats till ett privat museum. Per Hasselberg smyckade med takfris och skulpturer medan våningen inreddes med takfönster och fick elektricitet, något som ansågs luxuöst vid den här tiden.
1885 öppnades Fürstenbergska galleriet för allmänheten och Fürstenberg var nu på allvar etablerad som en känd person inom kulturen. Men Fürstenberg ville fortsätta att delta i Göteborgs konstliv på andra sätt också. Han deltog som engagerad medlem i Göteborgs konstmuseums inköpsnämnd och som ordförande i stadens konstförening. Fürstenberg medverkade även vid tillkomsten av Valands konstskola, där han senare utsåg Carl Larsson till lärare.

## Testamentet

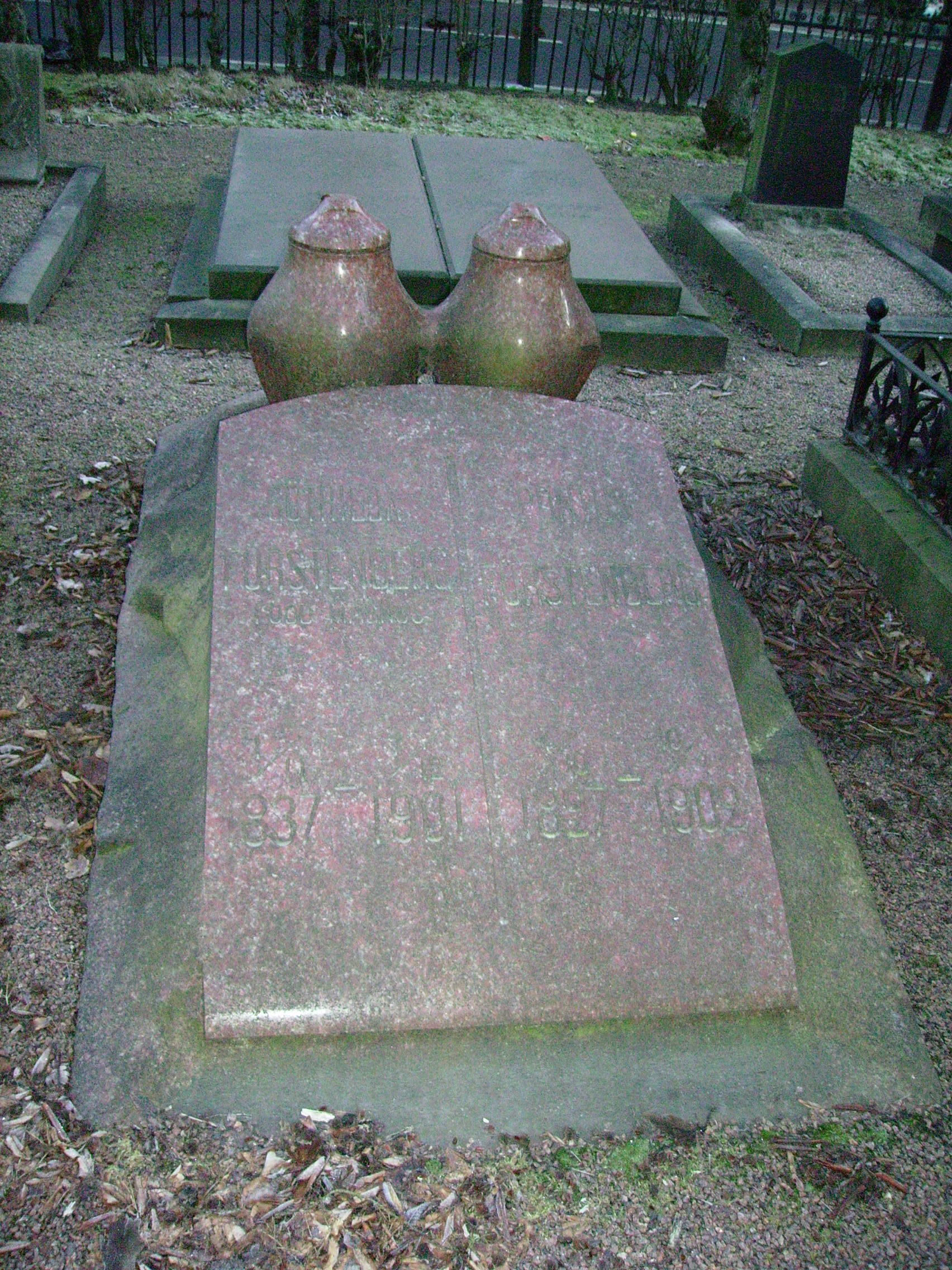
Pontus och Göthilda Fürstenbergs gravvård.

Efter många framgångsrika år avled Pontus Fürstenberg barnlös 1902. Han begravdes på Gamla begravningsplatsen vid Svingeln i Göteborg. Fürstenbergs hade testamenterat sin förmögenhet på fyra och en halv miljoner kronor till allmänheten. Palatset, kontanter på nästan en miljon kronor liksom all konst skänktes till Göteborgs stad. Ungefär en miljon kronor gick till föreningar och stiftelser medan cirka en och en halv miljon gick till enskilda personer, varav ett fåtal släktingar.
Konstsamlingen, som bestod av cirka 260 verk, flyttades 1925 till Göteborgs konstmuseum där den fick en egen avdelning. Där har man byggt upp en kopia av hans hem och den unika samlingen av konst går än idag att besöka, över hundra år efter Fürstenbergs död.